# Sidi Lazreg
Sidi Lazreg (em árabe: سيدي لزرق) é uma comuna localizada na província de Relizane, Argélia. De acordo com o censo de 2008, a população total da cidade era de 5 682 habitantes.